# Hiroji Imamura
Hiroji Imamura, född 27 april 1949 i Shiga prefektur, Japan, är en japansk tidigare fotbollsspelare.